# Kibara
Kibara – pasmo górskie w Demokratycznej Republice Konga, na obszarze dawnej prowincji Katanga, częściowo znajdujące się na obszarze Parku Narodowego Upemba. Góry Kibara mają średnią wysokość 1750 m n.p.m. i najwyższą wysokość 1889 m n.p.m.
U podnóża gór Kibara znajdują się doliny, w których występują gorące źródła, mokradła i podmokłe jeziora. Na przykład między górami Kibara i górami Hakansson na zachodzie znajduje się Depresja Upemba, a między górami Mitumba i Kibara płynie rzeka Lufira.